# سیارک ۱۱۵۵۲
سیارک ۱۱۵۵۲ (به انگلیسی: 11552 Boucolion، نامگذاری:1993BD4) یازده هزار و پانصد و پنجاه و دومین سیارک کشف شده‌است که در ۲۷ ژانویه ۱۹۹۳ کشف شد.
قدر مطلق سیارک برابر ۱۰۲.۲ است.